# 1月

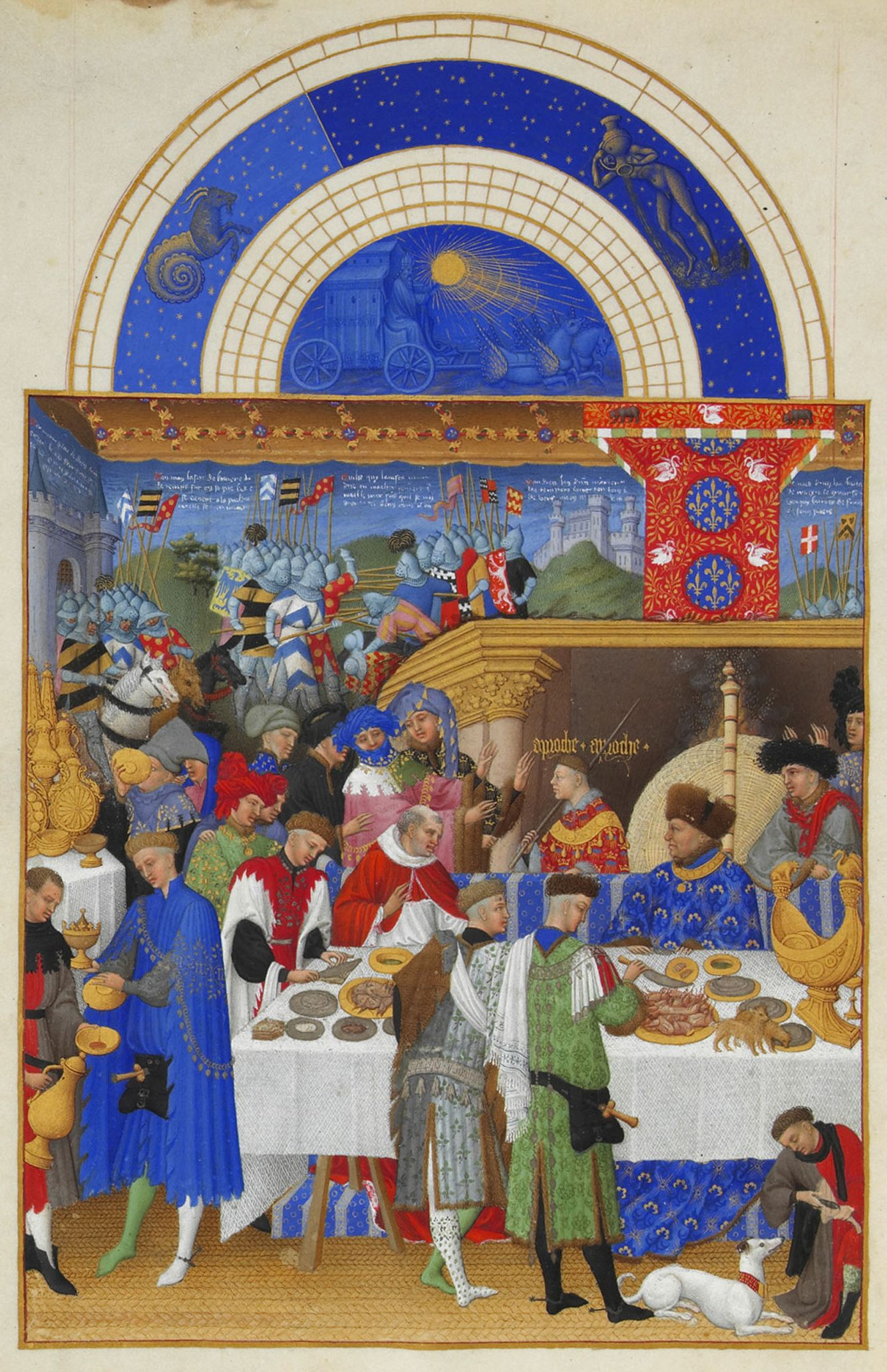
『ベリー公のいとも豪華なる時祷書』より1月

1月（いちがつ）は、グレゴリオ暦で年の第1の月に当たり、31日間ある。
日本では旧暦1月を睦月（むつき）と呼び、現在では新暦1月の別名としても用いる。睦月という名前の由来には諸説ある。最も有力なのは、親族一同集って宴をする「睦び月（むつびつき）」の意であるとするものである。他に、「元つ月（もとつつき）」「萌月（もゆつき）」「生月（うむつき）」などの説がある。
北海道アイヌ語の沙流方言では、「日が長くなる」を意味するトウエタンネ（アイヌ語: towetanne）と呼び、旭川方言では、1月を「神に祈る月」を意味するイノミチュㇷ゚（アイヌ語: inomi cup）と呼ぶ。
平年の場合、1月はその年の10月と同じ曜日で始まる。閏年の場合はその年の4月と7月と同じ曜日で始まる。
英語の January は、ローマ神話の出入り口とドアの神ヤヌスにちなむ。年の入り口にあたることから、ヤヌスの月となった。

## 異名・異称
- 睦月
- 元月
- 眤月
- 端月
- 初月
- 嘉月
- 泰月
- 征月
- 陬月
- 正陽月
- 年初月
- 初春月
- 暮新月
- 初空月
- 霞初月
- 太郎月
- 三微月
- 早綠月
- 初春
- 孟春
- 上春
- 開春
- 發春
- 獻春
- 首歳
- 初歳
- 肇歳
- 開歳
- 方歳
- 華歳
- 芳歳
- 發歳
- 獻歳
- 主月歳
- 年初
- 甫年
- 靑陽
- 孟陽
- 正陽
- 初陽
- 孟陬
- 履端
- 大簇
- 始和
- 解凍
- 月正

（出典：『読史備要』）

## 1月の年中行事
- 正月
- 1月1日 - 元日（日本）
- 1月2日 - 初夢（日本）
- 1月7日 - 七草（日本）
- 1月8日 - 初薬師（日本）
- 1月10日 - 十日戎（日本[4][5][6]）
- 1月11日 - 鏡開き（日本）
- 1月第2月曜日 - 成人の日（日本）

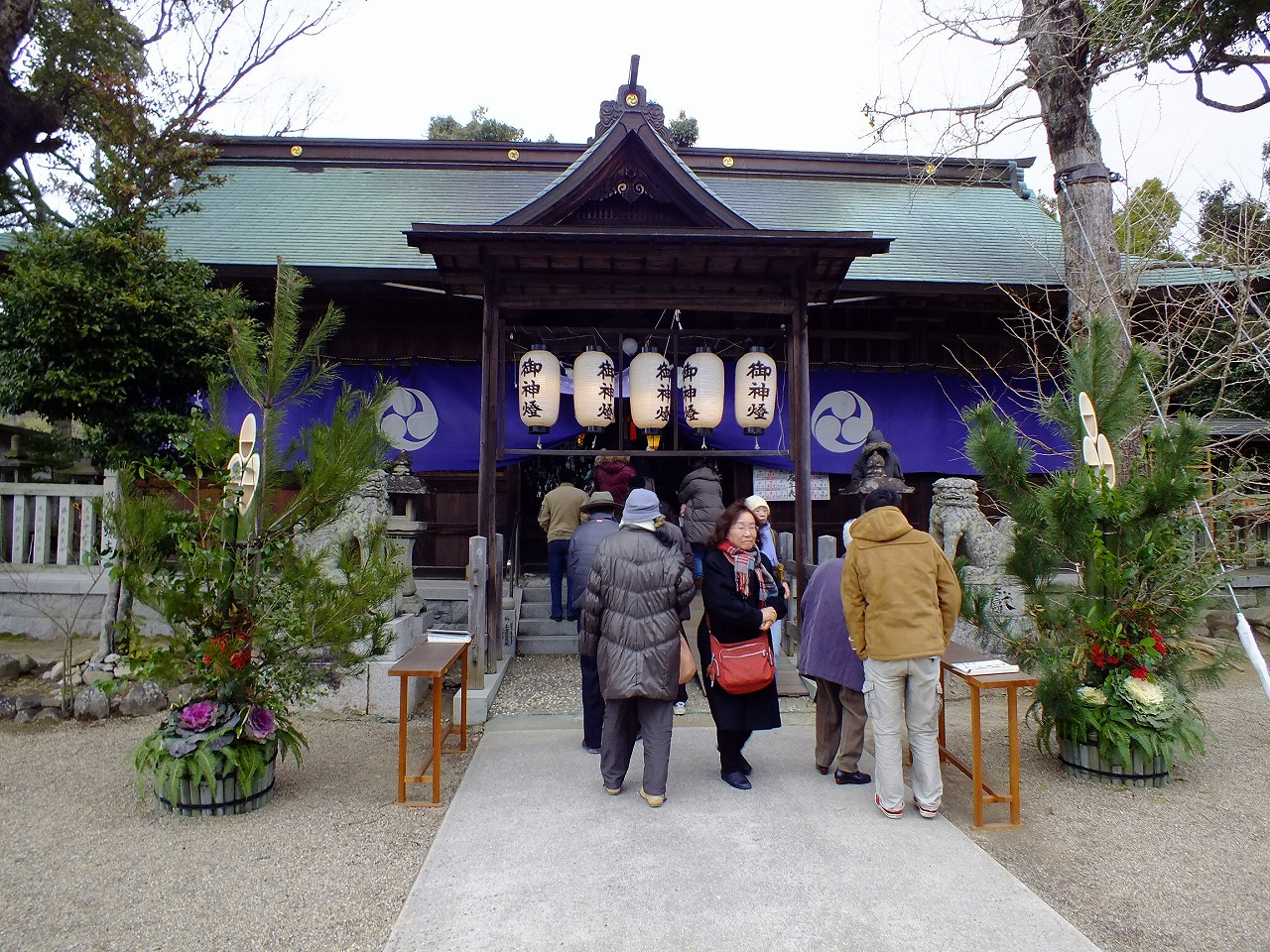
初詣（御坂神社）

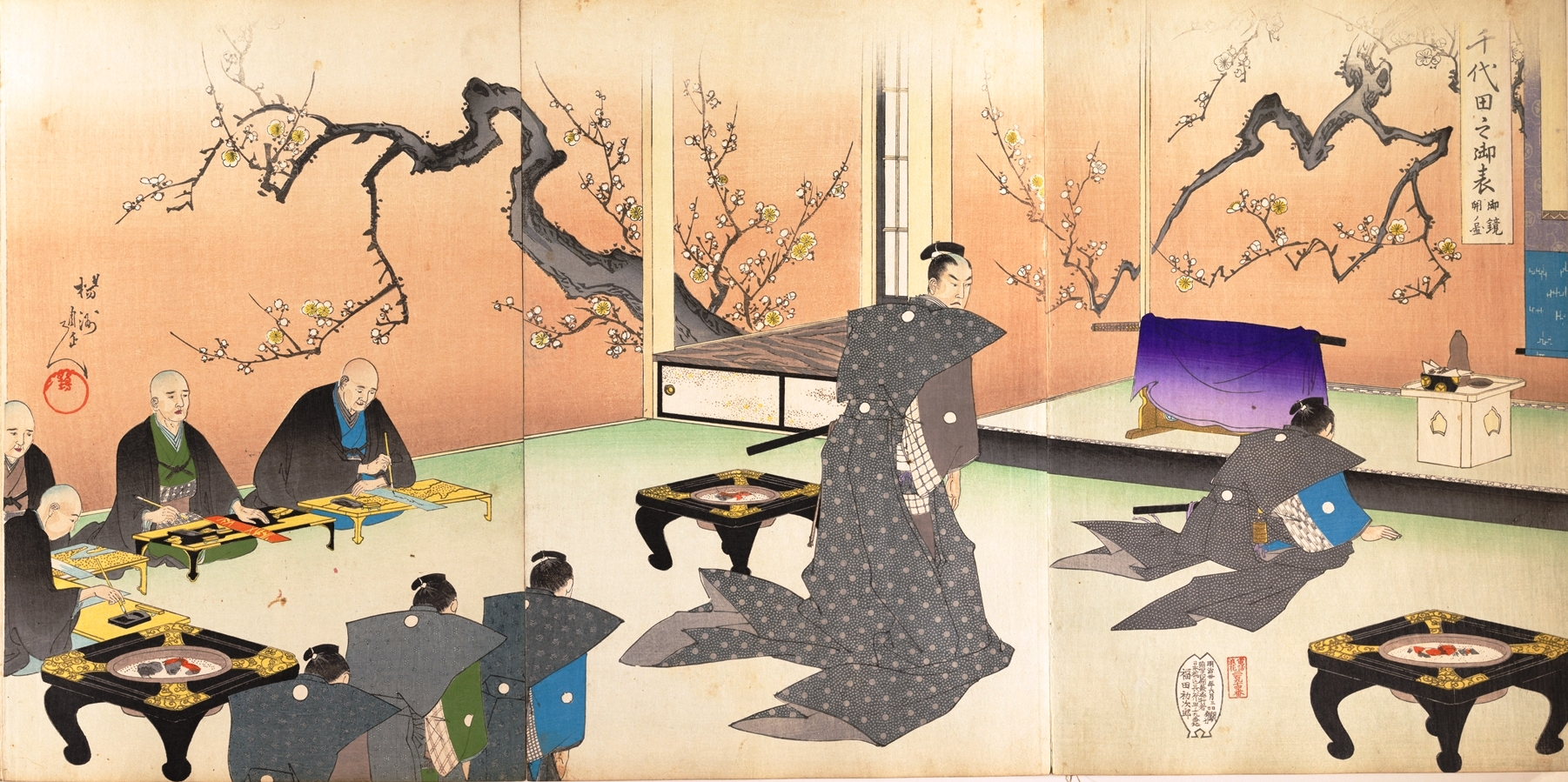
楊洲周延 『千代田之御表』御鏡開ノ図（明治30年）。

- 1月第3月曜日 - マーティン・ルーサー・キング・デー（アメリカ合衆国）
- 1月18日 - 初観音、118番の日（日本）
- 1月19日 - のど自慢の日
- 1月21日 - 初太師
- 1月24日 - 初地蔵
- 1月26日 - オーストラリア・デー（オーストラリア）。リパブリック・デー（インド）
- 1月28日 - 初不動
- 日付不定 - 旧正月（主に台湾、中華人民共和国、韓国、ベトナム、シンガポールなど中国文化圏。日本でも沖縄県など一部地方で祝われる）
  - 太陰暦の末ごろから2月中旬の間で毎年変わる。

## 1月に行われるスポーツ
- 1月1日 - 全日本実業団駅伝（群馬県）
- 12月末から1月上旬 - 全国高等学校ラグビーフットボール大会（東大阪市花園ラグビー場）
- 12月末から成人の日 - 全国高等学校サッカー選手権大会（南関東1都3県）
- 12月末から1月中旬 - ダカール・ラリー（ラリー　サウジアラビア）
- 1月2日から3日 - 東京箱根間往復大学駅伝競走
- 1月3日 - ライスボウル（アメリカンフットボール 東京ドーム）
- 1月第2月曜 - カレッジフットボール・プレーオフ・ナショナルチャンピオンシップ（カレッジフットボール）
- 第1週末から第3週末 - NFLプレーオフ（アメリカンフットボール）
- 11月下旬から1月上旬または中旬 - 全国大学ラグビーフットボール選手権大会
- 上旬から下旬 - 大相撲一月場所（国技館）
- 第2日曜又は第3日曜（最終日曜の2週間前）- 全国都道府県対抗女子駅伝（京都）
- 中旬から下旬 - 全豪オープン - テニス4大大会第1戦（オーストラリア・ビクトリア州メルボルン）
- 中旬から下旬 - 全日本卓球選手権大会
- 第3日曜又は第4日曜（最終日曜の1週間前）- 全国都道府県対抗男子駅伝（広島）
- 下旬 - NHLオールスターゲーム（アイスホッケー）
- 下旬 - ラリー・モンテカルロ（世界ラリー選手権　モナコ公国・フランス）
- 最終日曜 - 大阪国際女子マラソン（大阪市）

## 1月がテーマの楽曲
- 一月一日 (曲)
- 僕と子犬と1月のバス通り （歌: 伊勢正三）
- 1月の雨を忘れない （歌: THE ALFEE）
- 満月の夕（歌：ソウル・フラワー・ユニオン）

## 星座
- 山羊座（1月20日頃まで）
- 水瓶座（1月21日頃から）